# ゴールドグラブ賞
ローリングス・ゴールドグラブ賞（ローリングス・ゴールドグラブしょう、英語: Rawlings Gold Glove Award）は、MLBの選手表彰のひとつ。

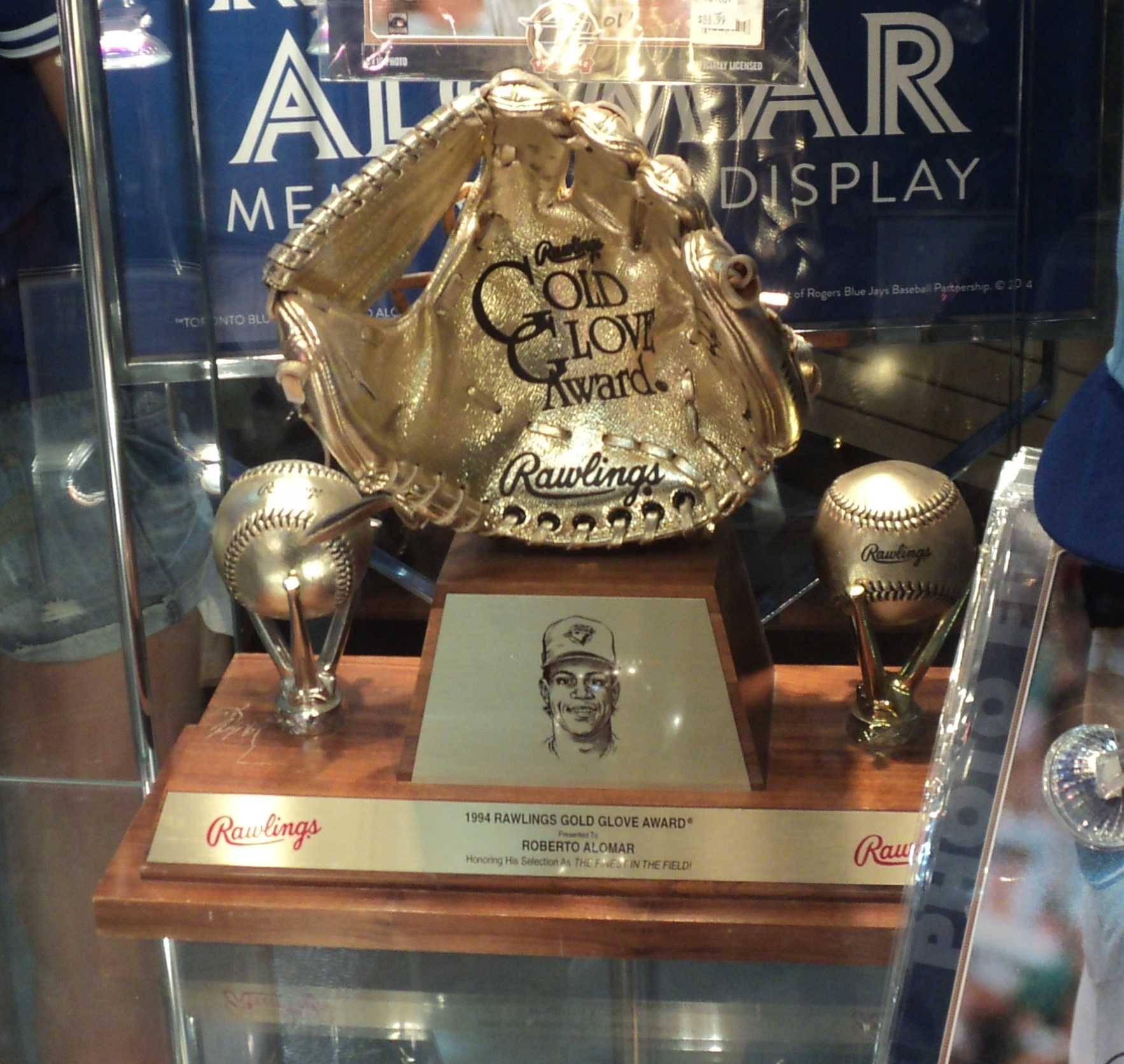
1994年の受賞者ロベルト・アロマーに贈られたトロフィー

1957年、グラブメーカーのローリングス社が表彰を始める。バットメーカーのヒラリッチ&ブラズビー社が表彰を行っていたシルバースラッガー賞はゴールドグラブ賞に対する賞として創設された。
ナショナルリーグ・アメリカンリーグの各リーグから、守備に卓越した選手が各ポジション1人ずつ計9人各チームの監督・コーチの投票によって選出される。初年度の1957年のみ各ポジション両リーグから1人ずつの選出、1958年以後は両リーグ各1人（外野は3人）の選出となった。最多受賞はグレッグ・マダックス（投手）の18回。
2020年シーズンはCOVID-19の影響を受けて年間60試合制となり、レギュラーシーズンは同地区内での対戦のみとなった為、監督・コーチは限られた選手のプレーしか目にする機会がないため監督・コーチによる投票は中止し、アメリカ野球学会が算出する「SABR Defensive Index」（略称SDI）という守備指数に基づいて受賞者が決定された。
なお、日本野球機構の表彰制度の一つである「三井ゴールデン・グラブ賞」は、本賞がモデルとされており、当時三井物産スポーツ用品販売が日本でのライセンス契約を結んでいたローリングス自らが「日本でもこのような賞を贈呈してはどうか」という提案をしたことをきっかけに設立された（当初は「ダイヤモンドグラブ賞」といい、1986年に三井グループ広報委員会加盟各社がこの賞の協賛を引き継ぎ、現在の「三井ゴールデン・グラブ賞」と改めている）。

## 選出に関する問題点・批判

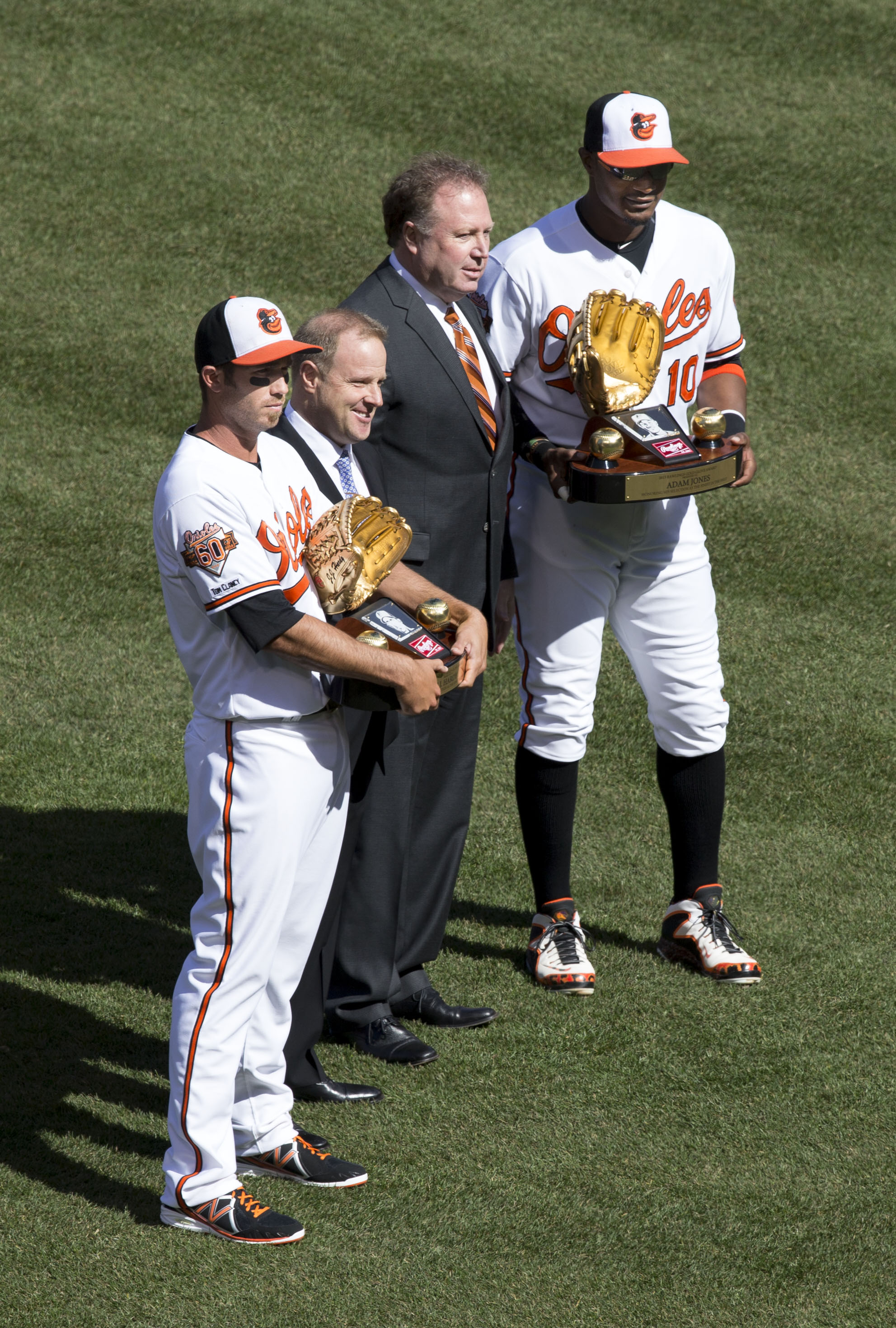
2014年の受賞者J.J.ハーディとアダム・ジョーンズ

- 外野手は、1957年から1960年までを除いて長年一括りに3人が選ばれているが、左翼手・中堅手・右翼手を厳密に区別して選出すべきとの意見が長年主張されていたため、2011年受賞者選考から各ポジション別選考を採用。また、上位3人の最終候補者を事前に選定した上で、その中から受賞者を決定する方式で選考が行われた。
- 監督・コーチによる投票という選出方法も、メジャーリーグのレギュラーシーズンは各チームごとに均等な対戦カード数ではないため、同一リーグでも1シーズンに数試合程度しか対戦しなかったチームの監督やコーチでは、相手チームの選手の守備力を的確に評価できるわけがないという批判もある[2]。
- 近年考案された守備防御点・プラスマイナスシステム・UZRなど、セイバーメトリクスの点から守備力がより明確に評価できる数値が考案されており、定着しつつある。しかし、2010年、それらの数字できわめて低い数値を残したデレク・ジーターが5度目の選出をされ、彼の存在自体に投票しているのではないかと物議を醸している。一方で、試合を左右するファインプレーやグラブトスなどの技術面を数値化することは難しく、現場で見ている監督やコーチでしか評価できない面もあり、完全数値化が平等で絶対的評価だとも言い難い[3]。また、監督やコーチにはセイバーメトリクスの知識に乏しい人が多いとも言われており、印象に左右されがちで客観的な評価がなされていないという批判がある[2]。2012年のア・リーグ中堅手部門では、全中堅手で最低のDRSを記録したアダム・ジョーンズが、DRS1位のマイク・トラウトらを押しのけて受賞し、物議を醸した[4]。
- 印象に左右されやすいこともあり、最終的に、本来賞に関係ない指標である打力が判断材料となってしまうケースも多々ある。1988年から5年連続受賞したアンディ・バンスライク（当時パイレーツ）は、受賞以前に「自分が受賞するためには3割30本ぐらい打たないと無理だ」と語っていた。当時はアンドレ・ドーソン、デール・マーフィー、エリック・デービスと言った強打者や、後に殿堂入りした好打者トニー・グウィンといった選手が常連であった。シカゴ・ホワイトソックスのオジー・ギーエン元監督は、「ゴールドグラブ賞は打撃成績で決まっている」と、選考基準に疑問を呈していた[5]。
- また、ラファエル・パルメイロは、アメリカン・リーグ一塁手部門で、1997年から3年連続で受賞しているが、1999年は一塁手としては、28試合しか出場しておらず、この選出は、前年までの受賞実績が反映されたものと思われ、現在も疑問視されている[2]。
- 一度ゴールドグラブ賞の常連となった選手は、年齢や故障によって守備力が衰えた後も、イメージや実績だけで受賞してしまいがちだという指摘もある[2][6]。2001年から9年連続受賞を果たしたトリー・ハンターは、2006年からUZRが毎年マイナスを記録するなど守備力の衰えが顕著だったが、中堅手から右翼手にコンバートされる前年の2009年までゴールドグラブ賞を受賞し続けた[7]。
- 一方で上記問題点を受けて、2006年に制定されたフィールディング・バイブル・アワードとは別に、2012年にMLB機構でもセイバーメトリクスを基にした客観的でより純粋な守備貢献度の高い選手を選出する優秀守備選手賞が制定されたが、2017年の左翼手部門でマーセル・オズナ（DRS+11）よりも劣るアレックス・ゴードン（DRS+9）が選出された（両選手とも同年のゴールドグラブ賞受賞者でもある）。同年、同じセイバーメトリクスを基にしたフィールディング・バイブル・アワードでは、左翼手部門でブレット・ガードナー（DRS+17）が選出されており、上記で述べられている問題点がセイバーメトリクスを基にしても解決されておらず、結局適切な評価がされているかは疑問視されている[8][9][10]。

## 歴代受賞者
| * | ポジション別最多受賞者 | Hall of Fame | 野球殿堂入り選手 |

- 初年度のみ両リーグより1名ずつの選出
- 1961年から2010年まで外野手は左翼手・中堅手・右翼手の区別なく各年3人ずつ選出

### アメリカンリーグ

#### 1957年から2021年まで
| 年 度 | 一 塁 手                 | 二 塁 手               | 三 塁 手                       | 遊 撃 手                 | 外野手 (左翼手)              | 外野手 (中堅手)                               | 外野手 (右翼手)          | 捕 手                    | 投 手                                     |
| ----- | ------------------------ | ---------------------- | ------------------------------ | ------------------------ | ---------------------------- | --------------------------------------------- | ------------------------ | ------------------------ | ----------------------------------------- |
| 1957  |                          | ネリー・フォックス     | フランク・マルゾーン           |                          | ミニー・ミノーソ             |                                               | アル・ケーライン         | シャーム・ローラー       | ボビー・シャンツ                          |
| 1958  | ビック・パワー           | フランク・ボーリング   | フランク・マルゾーン           | ルイス・アパリシオ       | ノーム・シーバーン           | ジミー・ピアソール                            | アル・ケーライン         | シャーム・ローラー       | ボビー・シャンツ                          |
| 1959  | ビック・パワー           | ネリー・フォックス     | フランク・マルゾーン           | ルイス・アパリシオ       | ミニー・ミノーソ             | アル・ケーライン                              | ジャッキー・ジェンセン   | シャーム・ローラー       | ボビー・シャンツ                          |
| 1960  | ビック・パワー           | ネリー・フォックス     | ブルックス・ロビンソン*        | ルイス・アパリシオ       | ミニー・ミノーソ             | ジム・ランディス                              | ロジャー・マリス         | アール・バッティ         | ボビー・シャンツ                          |
| 1961  | ビック・パワー           | ボビー・リチャードソン | ブルックス・ロビンソン*        | ルイス・アパリシオ       | ジミー・ピアソール           | ジム・ランディス                              | アル・ケーライン         | アール・バッティ         | フランク・ラリー                          |
| 1962  | ビック・パワー           | ボビー・リチャードソン | ブルックス・ロビンソン*        | ルイス・アパリシオ       | ミッキー・マントル           | ジム・ランディス                              | アル・ケーライン         | アール・バッティ         | ジム・カート                              |
| 1963  | ビック・パワー           | ボビー・リチャードソン | ブルックス・ロビンソン*        | ソイロ・ベルサイエス     | カール・ヤストレムスキー     | ジム・ランディス                              | アル・ケーライン         | エルストン・ハワード     | ジム・カート                              |
| 1964  | ビック・パワー           | ボビー・リチャードソン | ブルックス・ロビンソン*        | ルイス・アパリシオ       | ビック・ダバリーヨ           | ジム・ランディス                              | アル・ケーライン         | エルストン・ハワード     | ジム・カート                              |
| 1965  | ジョー・ペピトーン       | ボビー・リチャードソン | ブルックス・ロビンソン*        | ソイロ・ベルサイエス     | カール・ヤストレムスキー     | トム・トレッシュ                              | アル・ケーライン         | ビル・フリーハン         | ジム・カート                              |
| 1966  | ジョー・ペピトーン       | ボビー・ヌープ         | ブルックス・ロビンソン*        | ルイス・アパリシオ       | トニー・オリバ               | トミー・エイジー                              | アル・ケーライン         | ビル・フリーハン         | ジム・カート                              |
| 1967  | ジョージ・スコット       | ボビー・ヌープ         | ブルックス・ロビンソン*        | ジム・フレゴシ           | カール・ヤストレムスキー     | ポール・ブレアー                              | アル・ケーライン         | ビル・フリーハン         | ジム・カート                              |
| 1968  | ジョージ・スコット       | ボビー・ヌープ         | ブルックス・ロビンソン*        | ルイス・アパリシオ       | カール・ヤストレムスキー     | レジー・スミス                                | ミッキー・スタンリー     | ビル・フリーハン         | ジム・カート                              |
| 1969  | ジョー・ペピトーン       | デーブ・ジョンソン     | ブルックス・ロビンソン*        | マーク・ベランジャー     | カール・ヤストレムスキー     | ポール・ブレアー                              | ミッキー・スタンリー     | ビル・フリーハン         | ジム・カート                              |
| 1970  | ジム・スペンサー         | デーブ・ジョンソン     | ブルックス・ロビンソン*        | ルイス・アパリシオ       | ケン・ベリー                 | ポール・ブレアー                              | ミッキー・スタンリー     | レイ・フォッシー         | ジム・カート                              |
| 1971  | ジョージ・スコット       | デーブ・ジョンソン     | ブルックス・ロビンソン*        | マーク・ベランジャー     | カール・ヤストレムスキー     | ポール・ブレアー                              | エイモス・オーティス     | レイ・フォッシー         | ジム・カート                              |
| 1972  | ジョージ・スコット       | ダグ・グリフィン       | ブルックス・ロビンソン*        | エド・ブリンクマン       | ケン・ベリー                 | ポール・ブレアー                              | ボビー・マーサー         | カールトン・フィスク     | ジム・カート                              |
| 1973  | ジョージ・スコット       | ボビー・グリッチ       | ブルックス・ロビンソン*        | マーク・ベランジャー     | ミッキー・スタンリー         | ポール・ブレアー                              | エイモス・オーティス     | サーマン・マンソン       | ジム・カート                              |
| 1974  | ジョージ・スコット       | ボビー・グリッチ       | ブルックス・ロビンソン*        | マーク・ベランジャー     | ジョー・ルディ               | ポール・ブレアー                              | エイモス・オーティス     | サーマン・マンソン       | ジム・カート                              |
| 1975  | ジョージ・スコット       | ボビー・グリッチ       | ブルックス・ロビンソン*        | マーク・ベランジャー     | ジョー・ルディ               | ポール・ブレアー                              | フレッド・リン           | サーマン・マンソン       | ジム・カート                              |
| 1976  | ジョージ・スコット       | ボビー・グリッチ       | アウレリオ・ロドリゲス         | マーク・ベランジャー     | ジョー・ルディ               | ドワイト・エバンス                            | リック・マニング         | ジム・サンドバーグ       | ジム・パーマー                            |
| 1977  | ジム・スペンサー         | フランク・ホワイト     | グレイグ・ネトルズ             | マーク・ベランジャー     | カール・ヤストレムスキー     | フアン・ベニケス                              | アル・コーウェンズ       | ジム・サンドバーグ       | ジム・パーマー                            |
| 1978  | クリス・チャンブリス     | フランク・ホワイト     | グレイグ・ネトルズ             | マーク・ベランジャー     | ドワイト・エバンス           | フレッド・リン                                | リック・ミラー           | ジム・サンドバーグ       | ジム・パーマー                            |
| 1979  | セシル・クーパー         | フランク・ホワイト     | バディ・ベル                   | リック・バールソン       | ドワイト・エバンス           | フレッド・リン                                | シクスト・レスカーノ     | ジム・サンドバーグ       | ジム・パーマー                            |
| 1980  | セシル・クーパー         | フランク・ホワイト     | バディ・ベル                   | アラン・トランメル       | ウィリー・ウィルソン         | フレッド・リン                                | ドウェイン・マーフィー   | ジム・サンドバーグ       | マイク・ノリス                            |
| 1981  | マイク・スクワイアーズ   | フランク・ホワイト     | バディ・ベル                   | アラン・トランメル       | ドワイト・エバンス           | リッキー・ヘンダーソン                        | ドウェイン・マーフィー   | ジム・サンドバーグ       | マイク・ノリス                            |
| 1982  | エディ・マレー           | フランク・ホワイト     | バディ・ベル                   | ロビン・ヨーント         | ドワイト・エバンス           | デーブ・ウィンフィールド                      | ドウェイン・マーフィー   | ボブ・ブーン             | ロン・ギドリー                            |
| 1983  | エディ・マレー           | ルー・ウィテカー       | バディ・ベル                   | アラン・トランメル       | ドワイト・エバンス           | デーブ・ウィンフィールド                      | ドウェイン・マーフィー   | ランス・パリッシュ       | ロン・ギドリー                            |
| 1984  | エディ・マレー           | ルー・ウィテカー       | バディ・ベル                   | アラン・トランメル       | ドワイト・エバンス           | デーブ・ウィンフィールド                      | ドウェイン・マーフィー   | ランス・パリッシュ       | ロン・ギドリー                            |
| 1985  | ドン・マッティングリー   | ルー・ウィテカー       | ジョージ・ブレット             | アルフレド・グリフィン   | ドワイト・エバンス           | デーブ・ウィンフィールド · ゲイリー・ペティス | ドウェイン・マーフィー   | ランス・パリッシュ       | ロン・ギドリー                            |
| 1986  | ドン・マッティングリー   | フランク・ホワイト     | ゲイリー・ガイエティ           | トニー・フェルナンデス   | カービー・パケット           | ゲイリー・ペティス                            | ジェシー・バーフィールド | ボブ・ブーン             | ロン・ギドリー                            |
| 1987  | ドン・マッティングリー   | フランク・ホワイト     | ゲイリー・ガイエティ           | トニー・フェルナンデス   | カービー・パケット           | デーブ・ウィンフィールド                      | ジェシー・バーフィールド | ボブ・ブーン             | マーク・ラングストン                      |
| 1988  | ドン・マッティングリー   | ハロルド・レイノルズ   | ゲイリー・ガイエティ           | トニー・フェルナンデス   | カービー・パケット           | ゲイリー・ペティス                            | デボン・ホワイト         | ボブ・ブーン             | マーク・ラングストン                      |
| 1989  | ドン・マッティングリー   | ハロルド・レイノルズ   | ゲイリー・ガイエティ           | トニー・フェルナンデス   | カービー・パケット           | ゲイリー・ペティス                            | デボン・ホワイト         | ボブ・ブーン             | ブレット・セイバーヘイゲン                |
| 1990  | マーク・マグワイア       | ハロルド・レイノルズ   | ケリー・グルーバー             | オジー・ギーエン         | エリス・バークス             | ゲイリー・ペティス                            | ケン・グリフィーJr.      | サンディ・アロマーJr.    | マイク・ボディッカー                      |
| 1991  | ドン・マッティングリー   | ロベルト・アロマー*    | ロビン・ベンチュラ             | カル・リプケン・ジュニア | カービー・パケット           | デボン・ホワイト                              | ケン・グリフィーJr.      | トニー・ペーニャ         | マーク・ラングストン                      |
| 1992  | ドン・マッティングリー   | ロベルト・アロマー*    | ロビン・ベンチュラ             | カル・リプケン・ジュニア | カービー・パケット           | デボン・ホワイト                              | ケン・グリフィーJr.      | イバン・ロドリゲス*      | マーク・ラングストン                      |
| 1993  | ドン・マッティングリー   | ロベルト・アロマー*    | ロビン・ベンチュラ             | オマー・ビスケル         | ケニー・ロフトン             | デボン・ホワイト                              | ケン・グリフィーJr.      | イバン・ロドリゲス*      | マーク・ラングストン                      |
| 1994  | ドン・マッティングリー   | ロベルト・アロマー*    | ウェイド・ボッグス             | オマー・ビスケル         | ケニー・ロフトン             | デボン・ホワイト                              | ケン・グリフィーJr.      | イバン・ロドリゲス*      | マーク・ラングストン                      |
| 1995  | J.T.スノー               | ロベルト・アロマー*    | ウェイド・ボッグス             | オマー・ビスケル         | ケニー・ロフトン             | デボン・ホワイト                              | ケン・グリフィーJr.      | イバン・ロドリゲス*      | マーク・ラングストン                      |
| 1996  | J.T.スノー               | ロベルト・アロマー*    | ロビン・ベンチュラ             | オマー・ビスケル         | ケニー・ロフトン             | ジェイ・ビューナー                            | ケン・グリフィーJr.      | イバン・ロドリゲス*      | マイク・ムッシーナ                        |
| 1997  | ラファエル・パルメイロ   | チャック・ノブロック   | マット・ウィリアムズ           | オマー・ビスケル         | バーニー・ウィリアムズ       | ジム・エドモンズ                              | ケン・グリフィーJr.      | イバン・ロドリゲス*      | マイク・ムッシーナ                        |
| 1998  | ラファエル・パルメイロ   | ロベルト・アロマー*    | ロビン・ベンチュラ             | オマー・ビスケル         | バーニー・ウィリアムズ       | ジム・エドモンズ                              | ケン・グリフィーJr.      | イバン・ロドリゲス*      | マイク・ムッシーナ                        |
| 1999  | ラファエル・パルメイロ   | ロベルト・アロマー*    | スコット・ブローシャス         | オマー・ビスケル         | バーニー・ウィリアムズ       | ショーン・グリーン                            | ケン・グリフィーJr.      | イバン・ロドリゲス*      | マイク・ムッシーナ                        |
| 2000  | ジョン・オルルド         | ロベルト・アロマー*    | トラビス・フライマン           | オマー・ビスケル         | バーニー・ウィリアムズ       | ジャーメイン・ダイ                            | ダリン・アースタッド     | イバン・ロドリゲス*      | ケニー・ロジャース                        |
| 2001  | ダグ・ミントケイビッチ   | ロベルト・アロマー*    | エリック・チャベス             | オマー・ビスケル         | トリー・ハンター             | マイク・キャメロン                            | イチロー                 | イバン・ロドリゲス*      | マイク・ムッシーナ                        |
| 2002  | ジョン・オルルド         | ブレット・ブーン       | エリック・チャベス             | アレックス・ロドリゲス   | トリー・ハンター             | ダリン・アースタッド                          | イチロー                 | ベンジー・モリーナ       | ケニー・ロジャース                        |
| 2003  | ジョン・オルルド         | ブレット・ブーン       | エリック・チャベス             | アレックス・ロドリゲス   | トリー・ハンター             | マイク・キャメロン                            | イチロー                 | ベンジー・モリーナ       | マイク・ムッシーナ                        |
| 2004  | ダリン・アースタッド     | ブレット・ブーン       | エリック・チャベス             | デレク・ジーター         | トリー・ハンター             | バーノン・ウェルズ                            | イチロー                 | イバン・ロドリゲス*      | ケニー・ロジャース                        |
| 2005  | マーク・テシェイラ       | オーランド・ハドソン   | エリック・チャベス             | デレク・ジーター         | トリー・ハンター             | バーノン・ウェルズ                            | イチロー                 | ジェイソン・バリテック   | ケニー・ロジャース                        |
| 2006  | マーク・テシェイラ       | マーク・グルジラネック | エリック・チャベス             | デレク・ジーター         | トリー・ハンター             | バーノン・ウェルズ                            | イチロー                 | イバン・ロドリゲス*      | ケニー・ロジャース                        |
| 2007  | ケビン・ユーキリス       | プラシド・ポランコ     | エイドリアン・ベルトレ         | オーランド・カブレラ     | トリー・ハンター             | グレイディ・サイズモア                        | イチロー                 | イバン・ロドリゲス*      | ヨハン・サンタナ                          |
| 2008  | カルロス・ペーニャ       | ダスティン・ペドロイア | エイドリアン・ベルトレ         | マイケル・ヤング         | トリー・ハンター             | グレイディ・サイズモア                        | イチロー                 | ジョー・マウアー         | マイク・ムッシーナ                        |
| 2009  | マーク・テシェイラ       | プラシド・ポランコ     | エバン・ロンゴリア             | デレク・ジーター         | トリー・ハンター             | アダム・ジョーンズ                            | イチロー                 | ジョー・マウアー         | マーク・バーリー                          |
| 2010  | マーク・テシェイラ       | ロビンソン・カノ       | エバン・ロンゴリア             | デレク・ジーター         | カール・クロフォード         | フランクリン・グティエレス                    | イチロー                 | ジョー・マウアー         | マーク・バーリー                          |
| 2011  | エイドリアン・ゴンザレス | ダスティン・ペドロイア | エイドリアン・ベルトレ         | エリック・アイバー       | アレックス・ゴードン         | ジャコビー・エルズベリー                      | ニック・マーケイキス     | マット・ウィータース     | マーク・バーリー                          |
| 2012  | マーク・テシェイラ       | ロビンソン・カノ       | エイドリアン・ベルトレ         | J.J.ハーディ             | アレックス・ゴードン         | アダム・ジョーンズ                            | ジョシュ・レディック     | マット・ウィータース     | ジェレミー・ヘリクソン ジェイク・ピービー |
| 2013  | エリック・ホズマー       | ダスティン・ペドロイア | マニー・マチャド               | J.J.ハーディ             | アレックス・ゴードン         | アダム・ジョーンズ                            | シェーン・ビクトリーノ   | サルバドール・ペレス     | R.A.ディッキー                            |
| 2014  | エリック・ホズマー       | ダスティン・ペドロイア | カイル・シーガー               | J.J.ハーディ             | アレックス・ゴードン         | アダム・ジョーンズ                            | ニック・マーケイキス     | サルバドール・ペレス     | ダラス・カイケル                          |
| 2015  | エリック・ホズマー       | ホセ・アルトゥーベ     | マニー・マチャド               | アルシデス・エスコバー   | ヨエニス・セスペデス         | ケビン・キアマイアー                          | コール・カルフーン       | サルバドール・ペレス     | ダラス・カイケル                          |
| 2016  | ミッチ・モアランド       | イアン・キンズラー     | エイドリアン・ベルトレ         | フランシスコ・リンドーア | ブレット・ガードナー         | ケビン・キアマイアー                          | ムーキー・ベッツ         | サルバドール・ペレス     | ダラス・カイケル                          |
| 2017  | エリック・ホズマー       | ブライアン・ドージャー | エバン・ロンゴリア             | アンドレルトン・シモンズ | アレックス・ゴードン         | バイロン・バクストン                          | ムーキー・ベッツ         | マーティン・マルドナード | マーカス・ストローマン                    |
| 2018  | マット・オルソン         | イアン・キンズラー     | マット・チャップマン           | アンドレルトン・シモンズ | アレックス・ゴードン         | ジャッキー・ブラッドリーJr.                   | ムーキー・ベッツ         | サルバドール・ペレス     | ダラス・カイケル                          |
| 2019  | マット・オルソン         | ヨルマー・サンチェス   | マット・チャップマン           | フランシスコ・リンドーア | アレックス・ゴードン         | ケビン・キアマイアー                          | ムーキー・ベッツ         | ロベルト・ペレス         | マイク・リーク                            |
| 2020  | エバン・ホワイト         | シーザー・ヘルナンデス | アイザイア・カイナーファレファ | J.P.クロフォード         | アレックス・ゴードン         | ルイス・ロベルト                              | ジョーイ・ギャロ         | ロベルト・ペレス         | グリフィン・カニング                      |
| 2021  | ユリ・グリエル           | マーカス・セミエン     | マット・チャップマン           | カルロス・コレア         | アンドリュー・ベニンテンディ | マイケル・A・テイラー                         | ジョーイ・ギャロ         | ショーン・マーフィー     | ダラス・カイケル                          |

#### 2022年から
| 年 度 | 一 塁 手                           | 二 塁 手             | 三 塁 手               | 遊 撃 手                   | 外野手 (左翼手)      | 外野手 (中堅手)      | 外野手 (右翼手)        | 捕 手            | 投 手              | ユーティリティー プレイヤー |
| ----- | ---------------------------------- | -------------------- | ---------------------- | -------------------------- | -------------------- | -------------------- | ---------------------- | ---------------- | ------------------ | --------------------------- |
| 2022  | ブラディミール・ゲレーロ・ジュニア | アンドレス・ヒメネス | ラモン・ウリアス       | ジェレミー・ペーニャ       | スティーブン・クワン | マイルズ・ストロー   | カイル・タッカー       | ホセ・トレビーノ | シェーン・ビーバー | DJ・ルメイユ                |
| 2023  | ナサニエル・ロウ                   | アンドレス・ヒメネス | マット・チャップマン   | アンソニー・ボルピー       | スティーブン・クワン | ケビン・キアマイアー | アドリス・ガルシア     | ジョナ・ハイム   | ホセ・ベリオス     | マウリシオ・デュボーン      |
| 2024  | カルロス・サンタナ                 | アンドレス・ヒメネス | アレックス・ブレグマン | ボビー・ウィット・ジュニア | スティーブン・クワン | ドールトン・バーショ | ウィルヤー・アブレイユ | カル・ローリー   | セス・ルーゴ       | ディラン・ムーア            |

### ナショナルリーグ

#### 1957年から2021年まで
| 年 度 | 一 塁 手                                | 二 塁 手                 | 三 塁 手             | 遊 撃 手                 | 外野手 (左翼手)                           | 外野手 (中堅手)            | 外野手 (右翼手)          | 捕 手                    | 投 手                      |
| ----- | --------------------------------------- | ------------------------ | -------------------- | ------------------------ | ----------------------------------------- | -------------------------- | ------------------------ | ------------------------ | -------------------------- |
| 1957  | ギル・ホッジス                          |                          |                      | ロイ・マクミラン         |                                           | ウィリー・メイズ*          |                          |                          |                            |
| 1958  | ギル・ホッジス                          | ビル・マゼロスキー       | ケン・ボイヤー       | ロイ・マクミラン         | フランク・ロビンソン                      | ウィリー・メイズ*          | ハンク・アーロン         | デル・クランドール       | ハービー・ハディックス     |
| 1959  | ギル・ホッジス                          | チャーリー・ニール       | ケン・ボイヤー       | ロイ・マクミラン         | ジャッキー・ブラント                      | ウィリー・メイズ*          | ハンク・アーロン         | デル・クランドール       | ハービー・ハディックス     |
| 1960  | ビル・ホワイト                          | ビル・マゼロスキー       | ケン・ボイヤー       | アーニー・バンクス       | ウォーリー・ムーン                        | ウィリー・メイズ*          | ハンク・アーロン         | デル・クランドール       | ハービー・ハディックス     |
| 1961  | ビル・ホワイト                          | ビル・マゼロスキー       | ケン・ボイヤー       | モーリー・ウィルス       | ベイダ・ピンソン                          | ウィリー・メイズ*          | ロベルト・クレメンテ*    | ジョン・ローズボロ       | ボビー・シャンツ           |
| 1962  | ビル・ホワイト                          | ケン・ハブス             | ジム・ダベンポート   | モーリー・ウィルス       | ビル・バードン                            | ウィリー・メイズ*          | ロベルト・クレメンテ*    | デル・クランドール       | ボビー・シャンツ           |
| 1963  | ビル・ホワイト                          | ビル・マゼロスキー       | ケン・ボイヤー       | ボビー・ワイン           | カート・フラッド                          | ウィリー・メイズ*          | ロベルト・クレメンテ*    | ジョニー・エドワーズ     | ボビー・シャンツ           |
| 1964  | ビル・ホワイト                          | ビル・マゼロスキー       | ロン・サント         | ルーベン・アマロ         | カート・フラッド                          | ウィリー・メイズ*          | ロベルト・クレメンテ*    | ジョニー・エドワーズ     | ボビー・シャンツ           |
| 1965  | ビル・ホワイト                          | ビル・マゼロスキー       | ロン・サント         | レオ・カーデナス         | カート・フラッド                          | ウィリー・メイズ*          | ロベルト・クレメンテ*    | ジョー・トーリ           | ボブ・ギブソン             |
| 1966  | ビル・ホワイト                          | ビル・マゼロスキー       | ロン・サント         | ジーン・アリー           | カート・フラッド                          | ウィリー・メイズ*          | ロベルト・クレメンテ*    | ジョン・ローズボロ       | ボブ・ギブソン             |
| 1967  | ウェス・パーカー                        | ビル・マゼロスキー       | ロン・サント         | ジーン・アリー           | カート・フラッド                          | ウィリー・メイズ*          | ロベルト・クレメンテ*    | ランディ・ハンドリー     | ボブ・ギブソン             |
| 1968  | ウェス・パーカー                        | グレン・ベッカート       | ロン・サント         | ダル・マックスビル       | カート・フラッド                          | ウィリー・メイズ*          | ロベルト・クレメンテ*    | ジョニー・ベンチ         | ボブ・ギブソン             |
| 1969  | ウェス・パーカー                        | フェリックス・ミヤーン   | クリート・ボイヤー   | ドン・ケッシンジャー     | カート・フラッド                          | ピート・ローズ             | ロベルト・クレメンテ*    | ジョニー・ベンチ         | ボブ・ギブソン             |
| 1970  | ウェス・パーカー                        | トミー・ヘルムズ         | ダグ・レイダー       | ドン・ケッシンジャー     | トミー・エイジー                          | ピート・ローズ             | ロベルト・クレメンテ*    | ジョニー・ベンチ         | ボブ・ギブソン             |
| 1971  | ウェス・パーカー                        | トミー・ヘルムズ         | ダグ・レイダー       | バド・ハレルソン         | ウィリー・デービス                        | ボビー・ボンズ             | ロベルト・クレメンテ*    | ジョニー・ベンチ         | ボブ・ギブソン             |
| 1972  | ウェス・パーカー                        | フェリックス・ミヤーン   | ダグ・レイダー       | ラリー・ボーワ           | ウィリー・デービス                        | シーザー・セデーニョ       | ロベルト・クレメンテ*    | ジョニー・ベンチ         | ボブ・ギブソン             |
| 1973  | マイク・ジョーゲンセン                  | ジョー・モーガン         | ダグ・レイダー       | ロジャー・メッツガー     | ウィリー・デービス                        | シーザー・セデーニョ       | ボビー・ボンズ           | ジョニー・ベンチ         | ボブ・ギブソン             |
| 1974  | スティーブ・ガービー                    | ジョー・モーガン         | ダグ・レイダー       | デーブ・コンセプシオン   | シーザー・ジェロニモ                      | シーザー・セデーニョ       | ボビー・ボンズ           | ジョニー・ベンチ         | アンディ・メッサースミス   |
| 1975  | スティーブ・ガービー                    | ジョー・モーガン         | ケン・レイツ         | デーブ・コンセプシオン   | シーザー・ジェロニモ                      | シーザー・セデーニョ       | ギャリー・マドックス     | ジョニー・ベンチ         | アンディ・メッサースミス   |
| 1976  | スティーブ・ガービー                    | ジョー・モーガン         | マイク・シュミット   | デーブ・コンセプシオン   | シーザー・ジェロニモ                      | シーザー・セデーニョ       | ギャリー・マドックス     | ジョニー・ベンチ         | ジム・カート               |
| 1977  | スティーブ・ガービー                    | ジョー・モーガン         | マイク・シュミット   | デーブ・コンセプシオン   | シーザー・ジェロニモ                      | デーブ・パーカー           | ギャリー・マドックス     | ジョニー・ベンチ         | ジム・カート               |
| 1978  | キース・ヘルナンデス*                   | デイビー・ロープス       | マイク・シュミット   | ラリー・ボーワ           | エリス・バレンタイン                      | デーブ・パーカー           | ギャリー・マドックス     | ボブ・ブーン             | フィル・ニークロ           |
| 1979  | キース・ヘルナンデス*                   | マニー・トリーヨ         | マイク・シュミット   | デーブ・コンセプシオン   | デーブ・ウィンフィールド                  | デーブ・パーカー           | ギャリー・マドックス     | ボブ・ブーン             | フィル・ニークロ           |
| 1980  | キース・ヘルナンデス*                   | ダグ・フリン             | マイク・シュミット   | オジー・スミス*          | デーブ・ウィンフィールド                  | アンドレ・ドーソン         | ギャリー・マドックス     | ゲイリー・カーター       | フィル・ニークロ           |
| 1981  | キース・ヘルナンデス*                   | マニー・トリーヨ         | マイク・シュミット   | オジー・スミス*          | ダスティ・ベーカー                        | アンドレ・ドーソン         | ギャリー・マドックス     | ゲイリー・カーター       | スティーブ・カールトン     |
| 1982  | キース・ヘルナンデス*                   | マニー・トリーヨ         | マイク・シュミット   | オジー・スミス*          | デール・マーフィー                        | アンドレ・ドーソン         | ギャリー・マドックス     | ゲイリー・カーター       | フィル・ニークロ           |
| 1983  | キース・ヘルナンデス*                   | ライン・サンドバーグ     | マイク・シュミット   | オジー・スミス*          | デール・マーフィー                        | アンドレ・ドーソン         | ウィリー・マギー         | トニー・ペーニャ         | フィル・ニークロ           |
| 1984  | キース・ヘルナンデス*                   | ライン・サンドバーグ     | マイク・シュミット   | オジー・スミス*          | デール・マーフィー                        | アンドレ・ドーソン         | ボブ・ダーニアー         | トニー・ペーニャ         | ウォーキーン・アンドゥハー |
| 1985  | キース・ヘルナンデス*                   | ライン・サンドバーグ     | ティム・ウォーラック | オジー・スミス*          | デール・マーフィー                        | アンドレ・ドーソン         | ウィリー・マギー         | トニー・ペーニャ         | リック・ラッシェル         |
| 1986  | キース・ヘルナンデス*                   | ライン・サンドバーグ     | マイク・シュミット   | オジー・スミス*          | デール・マーフィー                        | トニー・グウィン           | ウィリー・マギー         | ジョディ・デービス       | フェルナンド・バレンズエラ |
| 1987  | キース・ヘルナンデス*                   | ライン・サンドバーグ     | テリー・ペンドルトン | オジー・スミス*          | エリック・デービス                        | トニー・グウィン           | アンドレ・ドーソン       | マイク・ラバリエール     | リック・ラッシェル         |
| 1988  | キース・ヘルナンデス*                   | ライン・サンドバーグ     | ティム・ウォーラック | オジー・スミス*          | エリック・デービス                        | アンディ・バンスライク     | アンドレ・ドーソン       | ベニート・サンティアゴ   | オーレル・ハーシュハイザー |
| 1989  | アンドレス・ガララーガ                  | ライン・サンドバーグ     | テリー・ペンドルトン | オジー・スミス*          | エリック・デービス                        | アンディ・バンスライク     | トニー・グウィン         | ベニート・サンティアゴ   | ロン・ダーリング           |
| 1990  | アンドレス・ガララーガ                  | ライン・サンドバーグ     | ティム・ウォーラック | オジー・スミス*          | バリー・ボンズ                            | アンディ・バンスライク     | トニー・グウィン         | ベニート・サンティアゴ   | グレッグ・マダックス*      |
| 1991  | ウィル・クラーク                        | ライン・サンドバーグ     | マット・ウィリアムズ | オジー・スミス*          | バリー・ボンズ                            | アンディ・バンスライク     | トニー・グウィン         | トム・パグノッツィ       | グレッグ・マダックス*      |
| 1992  | マーク・グレース                        | ホセ・リンド             | テリー・ペンドルトン | オジー・スミス*          | バリー・ボンズ                            | アンディ・バンスライク     | ラリー・ウォーカー       | トム・パグノッツィ       | グレッグ・マダックス*      |
| 1993  | マーク・グレース                        | ロビー・トンプソン       | マット・ウィリアムズ | ジェイ・ベル             | バリー・ボンズ                            | マーキス・グリッソム       | ラリー・ウォーカー       | カート・マンウォーリング | グレッグ・マダックス*      |
| 1994  | ジェフ・バグウェル                      | クレイグ・ビジオ         | マット・ウィリアムズ | バリー・ラーキン         | バリー・ボンズ                            | マーキス・グリッソム       | ダレン・ルイス           | トム・パグノッツィ       | グレッグ・マダックス*      |
| 1995  | マーク・グレース                        | クレイグ・ビジオ         | ケン・カミニティ     | バリー・ラーキン         | ラウル・モンデシー                        | マーキス・グリッソム       | スティーブ・フィンリー   | チャールズ・ジョンソン   | グレッグ・マダックス*      |
| 1996  | マーク・グレース                        | クレイグ・ビジオ         | ケン・カミニティ     | バリー・ラーキン         | バリー・ボンズ                            | マーキス・グリッソム       | スティーブ・フィンリー   | チャールズ・ジョンソン   | グレッグ・マダックス*      |
| 1997  | J.T.スノー                              | クレイグ・ビジオ         | ケン・カミニティ     | レイ・オルドニェス       | バリー・ボンズ                            | ラリー・ウォーカー         | ラウル・モンデシー       | チャールズ・ジョンソン   | グレッグ・マダックス*      |
| 1998  | J.T.スノー                              | ブレット・ブーン         | スコット・ローレン   | レイ・オルドニェス       | バリー・ボンズ                            | ラリー・ウォーカー         | アンドリュー・ジョーンズ | チャールズ・ジョンソン   | グレッグ・マダックス*      |
| 1999  | J.T.スノー                              | ポーキー・リース         | ロビン・ベンチュラ   | レイ・オルドニェス       | スティーブ・フィンリー                    | ラリー・ウォーカー         | アンドリュー・ジョーンズ | マイク・リーバーサル     | グレッグ・マダックス*      |
| 2000  | J.T.スノー                              | ポーキー・リース         | スコット・ローレン   | ネイフィ・ペレス         | スティーブ・フィンリー                    | ジム・エドモンズ           | アンドリュー・ジョーンズ | マイク・マシーニー       | グレッグ・マダックス*      |
| 2001  | トッド・ヘルトン                        | フェルナンド・ビーニャ   | スコット・ローレン   | オーランド・カブレラ     | ラリー・ウォーカー                        | ジム・エドモンズ           | アンドリュー・ジョーンズ | ブラッド・オースマス     | グレッグ・マダックス*      |
| 2002  | トッド・ヘルトン                        | フェルナンド・ビーニャ   | スコット・ローレン   | エドガー・レンテリア     | ラリー・ウォーカー                        | ジム・エドモンズ           | アンドリュー・ジョーンズ | ブラッド・オースマス     | グレッグ・マダックス*      |
| 2003  | デレク・リー                            | ルイス・カスティーヨ     | スコット・ローレン   | エドガー・レンテリア     | ホセ・クルーズJr.                         | ジム・エドモンズ           | アンドリュー・ジョーンズ | マイク・マシーニー       | マイク・ハンプトン         |
| 2004  | トッド・ヘルトン                        | ルイス・カスティーヨ     | スコット・ローレン   | シーザー・イズトゥリス   | スティーブ・フィンリー                    | ジム・エドモンズ           | アンドリュー・ジョーンズ | マイク・マシーニー       | グレッグ・マダックス*      |
| 2005  | デレク・リー                            | ルイス・カスティーヨ     | マイク・ローウェル   | オマー・ビスケル         | ボビー・アブレイユ                        | ジム・エドモンズ           | アンドリュー・ジョーンズ | マイク・マシーニー       | グレッグ・マダックス*      |
| 2006  | アルバート・プホルス                    | オーランド・ハドソン     | スコット・ローレン   | オマー・ビスケル         | マイク・キャメロン                        | カルロス・ベルトラン       | アンドリュー・ジョーンズ | ブラッド・オースマス     | グレッグ・マダックス*      |
| 2007  | デレク・リー                            | オーランド・ハドソン     | デビッド・ライト     | ジミー・ロリンズ         | アーロン・ローワンド ジェフ・フランコーア | カルロス・ベルトラン       | アンドリュー・ジョーンズ | ラッセル・マーティン     | グレッグ・マダックス*      |
| 2008  | エイドリアン・ゴンザレス                | ブランドン・フィリップス | デビッド・ライト     | ジミー・ロリンズ         | ネイト・マクラウス                        | カルロス・ベルトラン       | シェーン・ビクトリーノ   | ヤディアー・モリーナ     | グレッグ・マダックス*      |
| 2009  | エイドリアン・ゴンザレス                | オーランド・ハドソン     | ライアン・ジマーマン | ジミー・ロリンズ         | マイケル・ボーン                          | マット・ケンプ             | シェーン・ビクトリーノ   | ヤディアー・モリーナ     | アダム・ウェインライト     |
| 2010  | アルバート・プホルス                    | ブランドン・フィリップス | スコット・ローレン   | トロイ・トゥロウィツキー | マイケル・ボーン                          | カルロス・ゴンザレス       | シェーン・ビクトリーノ   | ヤディアー・モリーナ     | ブロンソン・アローヨ       |
| 2011  | ジョーイ・ボット                        | ブランドン・フィリップス | プラシド・ポランコ   | トロイ・トゥロウィツキー | ジェラルド・パーラ                        | マット・ケンプ             | アンドレ・イーシアー     | ヤディアー・モリーナ     | クレイトン・カーショウ     |
| 2012  | アダム・ラローシュ                      | ダーウィン・バーニー     | チェイス・ヘッドリー | ジミー・ロリンズ         | カルロス・ゴンザレス                      | アンドリュー・マカッチェン | ジェイソン・ヘイワード   | ヤディアー・モリーナ     | マーク・バーリー           |
| 2013  | ポール・ゴールドシュミット              | ブランドン・フィリップス | ノーラン・アレナド   | アンドレルトン・シモンズ | カルロス・ゴンザレス                      | カルロス・ゴメス           | ジェラルド・パーラ       | ヤディアー・モリーナ     | アダム・ウェインライト     |
| 2014  | エイドリアン・ゴンザレス                | DJ・ルメイユ             | ノーラン・アレナド   | アンドレルトン・シモンズ | クリスチャン・イエリッチ                  | フアン・ラガーレス         | ジェイソン・ヘイワード   | ヤディアー・モリーナ     | ザック・グレインキー       |
| 2015  | ポール・ゴールドシュミット              | ディー・ゴードン         | ノーラン・アレナド   | ブランドン・クロフォード | スターリング・マルテ                      | A.J.ポロック               | ジェイソン・ヘイワード   | ヤディアー・モリーナ     | ザック・グレインキー       |
| 2016  | アンソニー・リゾ                        | ジョー・パニック         | ノーラン・アレナド   | ブランドン・クロフォード | スターリング・マルテ                      | エンダー・インシアーテ     | ジェイソン・ヘイワード   | バスター・ポージー       | ザック・グレインキー       |
| 2017  | ポール・ゴールドシュミット              | DJ・ルメイユ             | ノーラン・アレナド   | ブランドン・クロフォード | マーセル・オズナ                          | エンダー・インシアーテ     | ジェイソン・ヘイワード   | タッカー・バーンハート   | ザック・グレインキー       |
| 2018  | アンソニー・リゾ & フレディ・フリーマン | DJ・ルメイユ             | ノーラン・アレナド   | ニック・アーメド         | コーリー・ディッカーソン                  | エンダー・インシアーテ     | ニック・マーケイキス     | ヤディアー・モリーナ     | ザック・グレインキー       |
| 2019  | アンソニー・リゾ                        | コルテン・ウォン         | ノーラン・アレナド   | ニック・アーメド         | デビッド・ペラルタ                        | ロレンゾ・ケイン           | コディ・ベリンジャー     | J.T.リアルミュート       | ザック・グレインキー       |
| 2020  | アンソニー・リゾ                        | コルテン・ウォン         | ノーラン・アレナド   | ハビアー・バエズ         | タイラー・オニール                        | トレント・グリシャム       | ムーキー・ベッツ         | タッカー・バーンハート   | マックス・フリード         |
| 2021  | ポール・ゴールドシュミット              | トミー・エドマン         | ノーラン・アレナド   | ブランドン・クロフォード | タイラー・オニール                        | ハリソン・ベイダー         | アダム・デュバル         | ジェイコブ・スタリングス | マックス・フリード         |

#### 2022年から
| 年 度 | 一 塁 手                 | 二 塁 手               | 三 塁 手             | 遊 撃 手               | 外野手 (左翼手) | 外野手 (中堅手)      | 外野手 (右翼手)                  | 捕 手                | 投 手              | ユーティリティー プレイヤー |
| ----- | ------------------------ | ---------------------- | -------------------- | ---------------------- | --------------- | -------------------- | -------------------------------- | -------------------- | ------------------ | --------------------------- |
| 2022  | クリスチャン・ウォーカー | ブレンダン・ロジャース | ノーラン・アレナド   | ダンズビー・スワンソン | イアン・ハップ  | トレント・グリシャム | ムーキー・ベッツ                 | J.T.リアルミュート   | マックス・フリード | ブレンダン・ドノバン        |
| 2023  | クリスチャン・ウォーカー | ニコ・ホーナー         | ケブライアン・ヘイズ | ダンズビー・スワンソン | イアン・ハップ  | ブレントン・ドイル   | フェルナンド・タティス・ジュニア | ガブリエル・モレノ   | ザック・ウィーラー | 金河成                      |
| 2024  | クリスチャン・ウォーカー | ブライス・トゥラング   | マット・チャップマン | エセキエル・トーバー   | イアン・ハップ  | ブレントン・ドイル   | サル・フレリック                 | パトリック・ベイリー | クリス・セール     | ジャレッド・トリオロ        |

### ポジション別最多受賞者
| ポジション | アメリカンリーグ                              | アメリカンリーグ | ナショナルリーグ                      | ナショナルリーグ |
| ポジション | 受賞者                                        | 回数             | 受賞者                                | 回数             |
| ---------- | --------------------------------------------- | ---------------- | ------------------------------------- | ---------------- |
| 一塁手     | ドン・マッティングリー                        | 9                | キース・ヘルナンデス                  | 11               |
| 二塁手     | ロベルト・アロマー                            | 10               | ライン・サンドバーグ                  | 9                |
| 三塁手     | ブルックス・ロビンソン                        | 16               | マイク・シュミット ノーラン・アレナド | 10               |
| 遊撃手     | ルイス・アパリシオ オマー・ビスケル           | 9                | オジー・スミス                        | 13               |
| 外野手     | アル・ケーライン ケン・グリフィーJr. イチロー | 10               | ウィリー・メイズ ロベルト・クレメンテ | 12               |
| 捕手       | イバン・ロドリゲス                            | 13               | ジョニー・ベンチ                      | 10               |
| 投手       | ジム・カート                                  | 14               | グレッグ・マダックス                  | 18               |

- ジム・カートとオマー・ビスケルはナショナルリーグでも2回受賞

### 連続受賞記録
| ポジション | アメリカンリーグ                      | アメリカンリーグ | ナショナルリーグ                      | ナショナルリーグ |
| ポジション | 受賞者                                | 回数             | 受賞者                                | 回数             |
| ---------- | ------------------------------------- | ---------------- | ------------------------------------- | ---------------- |
| 一塁手     | ビック・パワー                        | 7                | キース・ヘルナンデス                  | 11               |
| 二塁手     | フランク・ホワイト ロベルト・アロマー | 6                | ライン・サンドバーグ                  | 9                |
| 三塁手     | ブルックス・ロビンソン                | 16               | ノーラン・アレナド                    | 10               |
| 遊撃手     | オマー・ビスケル                      | 9                | オジー・スミス                        | 13               |
| 外野手     | ケン・グリフィーJr. イチロー          | 10               | ウィリー・メイズ ロベルト・クレメンテ | 12               |
| 捕手       | イバン・ロドリゲス                    | 10               | ジョニー・ベンチ                      | 10               |
| 投手       | ジム・カート                          | 14               | グレッグ・マダックス                  | 13               |

- メジャーデビューからの連続記録はイチロー、ノーラン・アレナドの10年連続

## プラチナ・ゴールド・グラブ
2011年よりプラチナ・ゴールド・グラブ賞（the Rawlings platinum Gold Glove Award）が創設された。選出はRawlings社のウェブサイト上からのファン投票によって行われる。その年のゴールド・グラブ受賞者の中から各リーグそれぞれ一人ずつ、最も守備に優れていると思われる選手に投票される。最多受賞は、ノーラン・アレナドの6回。
| 年 度 | アメリカンリーグ         | アメリカンリーグ | アメリカンリーグ               | アメリカンリーグ | ナショナルリーグ                 | ナショナルリーグ | ナショナルリーグ           | ナショナルリーグ |
| 年 度 | 受 賞 者                 | ポ ジ シ ョ ン   | チ ｜ ム                       | 回 数            | 受 賞 者                         | ポ ジ シ ョ ン   | チ ｜ ム                   | 回 数            |
| ----- | ------------------------ | ---------------- | ------------------------------ | ---------------- | -------------------------------- | ---------------- | -------------------------- | ---------------- |
| 2011  | エイドリアン・ベルトレ   | 三塁手           | テキサス・レンジャーズ         | 1                | ヤディアー・モリーナ             | 捕手             | セントルイス・カージナルス | 1                |
| 2012  | エイドリアン・ベルトレ   | 三塁手           | テキサス・レンジャーズ         | 2                | ヤディアー・モリーナ             | 捕手             | セントルイス・カージナルス | 2                |
| 2013  | マニー・マチャド         | 三塁手           | ボルチモア・オリオールズ       | 1                | アンドレルトン・シモンズ         | 遊撃手           | アトランタ・ブレーブス     | 1                |
| 2014  | アレックス・ゴードン     | 左翼手           | カンザスシティ・ロイヤルズ     | 1                | ヤディアー・モリーナ             | 捕手             | セントルイス・カージナルス | 3                |
| 2015  | ケビン・キアマイアー     | 中堅手           | タンパベイ・レイズ             | 1                | ヤディアー・モリーナ             | 捕手             | セントルイス・カージナルス | 4                |
| 2016  | フランシスコ・リンドーア | 遊撃手           | クリーブランド・インディアンス | 1                | アンソニー・リゾ                 | 一塁手           | シカゴ・カブス             | 1                |
| 2017  | バイロン・バクストン     | 中堅手           | ミネソタ・ツインズ             | 1                | ノーラン・アレナド               | 三塁手           | コロラド・ロッキーズ       | 1                |
| 2018  | マット・チャップマン     | 三塁手           | オークランド・アスレチックス   | 1                | ノーラン・アレナド               | 三塁手           | コロラド・ロッキーズ       | 2                |
| 2019  | マット・チャップマン     | 三塁手           | オークランド・アスレチックス   | 2                | ノーラン・アレナド               | 三塁手           | コロラド・ロッキーズ       | 3                |
| 2020  | アレックス・ゴードン     | 左翼手           | カンザスシティ・ロイヤルズ     | 2                | ノーラン・アレナド               | 三塁手           | コロラド・ロッキーズ       | 4                |
| 2021  | カルロス・コレア         | 遊撃手           | ヒューストン・アストロズ       | 1                | ノーラン・アレナド               | 三塁手           | セントルイス・カージナルス | 5                |
| 2022  | ホセ・トレビーノ         | 捕手             | ニューヨーク・ヤンキース       | 1                | ノーラン・アレナド               | 三塁手           | セントルイス・カージナルス | 6                |
| 2023  | アンドレス・ヒメネス     | 二塁手           | クリーブランド・ガーディアンズ | 1                | フェルナンド・タティス・ジュニア | 右翼手           | サンディエゴ・パドレス     | 1                |
| 2024  | カル・ローリー           | 捕手             | シアトル・マリナーズ           | 1                | ブライス・トゥラング             | 二塁手           | ミルウォーキー・ブルワーズ | 1                |

## オールタイム・ゴールドグラブチーム

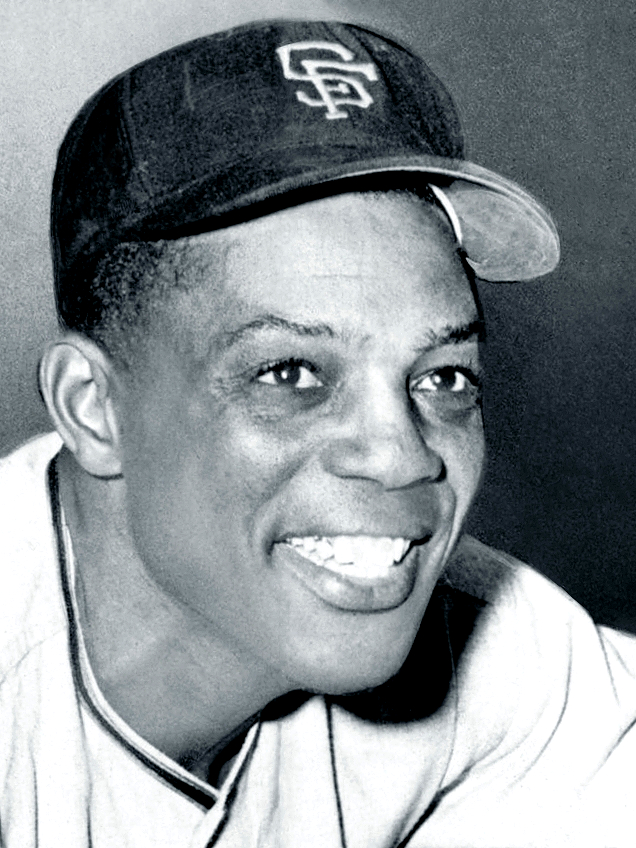
外野手としてゴールドグラブを12回受賞したウィリー・メイズ

2007年2月20日、メジャーリーグの守備において歴代最高の選手を投票が行われた。
選考はあらかじめ絞られた50選手の中からファン投票で決定され、2007年のオールスターゲームで発表された。
| ポジション | 受賞者                  | 受賞回数 |
| ---------- | ----------------------- | -------- |
| 一塁手     | ウェス・パーカー        | 6        |
| 二塁手     | ジョー・モーガン        | 5        |
| 三塁手     | ブルックス・ロビンソン* | 16       |
| 遊撃手     | オジー・スミス*         | 13       |
| 外野手     | ウィリー・メイズ*       | 12       |
| 外野手     | ロベルト・クレメンテ*   | 12       |
| 外野手     | ケン・グリフィーJr.     | 10       |
| 捕手       | ジョニー・ベンチ        | 10       |
| 投手       | グレッグ・マダックス*   | 18       |